# رغيدة (خولان)

تعديل مصدري - تعديل

رغيدة هي إحدى قرى عزلة الاعروش بمديرية خولان التابعة لمحافظة صنعاء، بلغ تعداد سكانها 226 نسمة حسب تعداد اليمن لعام 2004.